# Éducation aux médias
 (février 2025).
- Si vous ne connaissez pas le sujet, laissez ce bandeau (vous pouvez alors contacter les auteurs).
- Si vous supprimez le contenu mis en cause (vous pouvez préalablement contacter les auteurs),

argumentez précisément cette suppression dans la page de discussion
(un manque de référence n'est pas un argument ; une recherche réelle de référence doit avoir été effectuée, être formellement documentée).
L’éducation aux médias est un ensemble de pratiques éducatives et pédagogiques destinées à permettre aux usagers (volontaires ou non) des médias :
- d’en découvrir le fonctionnement ;
- d’en comprendre les mécanismes et les langages ;
- d’en analyser les pratiques et les méthodes ;
- d’exercer, à leur endroit, leur capacité critique.

## Concept et mise en œuvre

### En Belgique
C'est en 1995, que le Gouvernement de la Communauté française de Belgique met en place un dispositif à destination du monde scolaire comprenant :
- un Conseil de l'éducation aux médias, devenu en 2010, le Conseil supérieur de l'éducation aux médias (CSEM) qui rassemble des représentants du monde de l'éducation et des médias.
- Trois centres de ressources qui œuvrent chacun dans le réseau d'enseignement pour lequel ils ont été désignés et collaborent aux projets qui trouvent place dans la synergie établie en inter-réseaux, notamment en ce qui concerne l'organisation des formations des enseignants en cours de carrière.

Le CSEM a pour mission de donner des avis au gouvernement sur toute question relative à l’éducation aux médias, et en particulier sur :
- les priorités en matière d’éducation aux médias ;
- l’intégration de l’éducation aux médias dans les programmes d’enseignement. Son rôle est de stimuler, notamment par le biais des centres de ressources, des actions, des recherches, des expériences pédagogiques, susceptibles de promouvoir et d’évaluer l’éducation aux médias et de favoriser la coopération entre les centres de ressources, les centres de distribution, les médias et les associations concernées par l’éducation aux médias ;
- l’intégration de l’éducation aux médias dans le monde extra-scolaire.

Le choix a été fait d'inscrire l'éducation aux médias dans la liste des compétences transversales à atteindre tout au long de la scolarité et non de la placer dans la grille des disciplines spécifiques qui seraient à la charge de maîtres spéciaux, mais réservés dès lors aux seuls étudiants qui en feraient le choix. 

### En France
À partir de 1979 s'est développée l'opération Jeune Téléspectateur Actif  (JTA) soutenue jusqu’en 1982 par les ministères de la Culture, de l’Éducation, de la Jeunesse et des Sports, de l’Action sociale, de la Famille, de l’Agriculture, l’INA, des collectivités territoriales et des chaînes de TV.  Dans le cadre du JTA, l’étude de l’audio-visuel électronique et de ses représentations, et la compréhension des réseaux de communication de masse, se sont retrouvés dans une multitude de formations, recherches, actions. L’opération, qui a duré trois ans, sans renouvellement, faute de financement.
1983
- Création des classes A 3 conduisant à un bac. « Médias Audiovisuels ».
- Le CLEMI (Centre de Liaison de l'Enseignement et des Médias d'Information).

En 1984, démarre  « Scoop en stock », à Poitiers, festival des fanzines et de la presse jeune, qui va assez tôt associer APTE au fondateur J. PRESSE, pour s’ouvrir aussi à la presse audio-visuelle (« Vidéo Scoop »), et expérimenter des dispositifs télévisuels de communication, gérés par des équipes de jeunes participants. En 1998, séparément de « Scoop en Stock », l’opération devient « IMAGE OUVERTE », et intègre très tôt l’interactivité du web dans le festival (jusqu’en 2004).
1985
- Le Plan Images Interactives équipant 164 établissements de NTIC.
- Le programme Vidéo Collège (tournage, parfois montage).
- Les Ateliers de Communication Sociale (ACS), plateaux techniques associatifs, pédagogiques dans l’esprit de l’Éducation Populaire. (Jeunesse et Sports).
- L'Association Nationale des Téléspectateurs et Auditeurs (ANTEA).

1986
- Audiovisuel Pour Tous dans l’Éducation (APTE)  regroupant plusieurs anciens formateurs et militants de JTA. À noter : APTE est devenu MEDIAPTE en 2013.
- La Fédération Nationale des Vidéos des Pays et des Quartiers (FNVDPQ)
- Media-Famille cofondée par la Fédération de Œuvres Laïques et les associations familiales.

1987
- La Télé est à Nous : Association de Téléspectateurs.

1988
- Les Pieds dans le PAF

1990
- Les [CEMEA et les FRANCAS, associés à APTE, fondent ensemble (le 27 mars 1990) l'association Enfants, Jeunes et Televisions, et lance la revue « Zapp ».
- Medias Télévision, Téléspectateurs (MTT).

Entre 1993 et 1999, le ministère de la Jeunesse et des Sports a suscité et financé 12 sites d’expérimentation en France dans le cadre d’un programme « Vidéo Insertion », et deux équipes de travail ont été désignées pour analyser le rôle des pratiques audiovisuelles dans l « insertion » des jeunes à la Cité. En cours de recherche, des questions plus fondamentales se sont posées : comment l’utilisation des médias audiovisuels sont-ils une pratique culturelle ? Comment caractériser les actions d’éducation aux medias étudiées et qui se réclament de l’Éducation Populaire (« Pratique Culturelle et insertion ») ?
L’éducation nationale lance les Ateliers de Pratique Artistique interdisciplinaires qui se sont parfois appuyés sur l’audiovisuel et les NTIC, et crée des établissements focalisés sur la communication par l’image, comme le LISA (Lycée de l’Image et du Son) à Angoulême.
Le BEATEP (Brevet d’État animateur Technicien de l’Éducation Populaire), remplacé aujourd’hui par le BPJEPS, proposaient parfois des options centrées sur l’éducation aux médias.

### En Europe
En Autriche, un département spécialisé dans les médias, l'éducation aux médias et les services éducatifs des médias au sein du Ministère de l’Éducation, la Science et l'Art, apporte des conseils, un soutien matériel, et des informations sur l'éducation aux médias. La création de supports pédagogiques sur une échelle européenne devrait être encouragée afin de renforcer la diversité et les activités des communautés locales. Ceci permettrait d’encourager la citoyenneté.
En Russie, l'éducation aux médias et les médias et les services éducatifs des médias existe comme une formation supplémentaire et facultatif dans les écoles et les institutions culturelles. Le pays compte plusieurs leaders éducateurs de médias : Alexander Fedorov, Alexander Sharikov, Irina Chelyseva, Irina Fateeva ou encore Oleg Baranov.

## Cadre européen
Différentes commissions émanent de plusieurs instances européennes abordent la question de l'éducation aux médias.
Le programme Pestalozzi du conseil de l’Europe, le Département Information et E-learning, sont au travail pour développer l’éducation aux média, en lien avec les ministères nationaux, et les associations à vocation européenne et internationale (le réseau des clubs UNESCO), et avec certaines actions « Jeunesse pour l’Europe » 
EUROMEDUC, dispositif d’échange sur l’éducation aux médias créé par la Commission européenne, a repéré, entre autres, un certain nombre de freins à cette éducation : difficulté à comparer des systèmes éducatifs différents, inadaptation du cadre scolaire, limitation en temps, manque de formation des enseignants et absence de cadre d’évaluation durable, risque de formatage des contenus et des pratiques, vision marginale de cette éducation non intégrée aux programmes d’enseignement, réticences d’enseignants à considérer les documents médiatiques comme documents scolaires homologués.
L’Observatoire européen de l’audiovisuel et l’IRIS, ont repéré que vingt cinq textes sur l’éducation aux médias en Europe depuis 1985 ont été adoptés par les Instances Européennes.
La Directive SMAV (Service de Média Audiovisuels) du Parlement Européen et du Conseil du 10 mars 2010, en est l’une des plus complètes.
Il existe même un engagement que peuvent signer les structures convaincues de la nécessité d’une éducation aux média : « The European Charter for Media Literacy (Charte Européenne pour « apprendre à lire » les Médias)».

## Référents

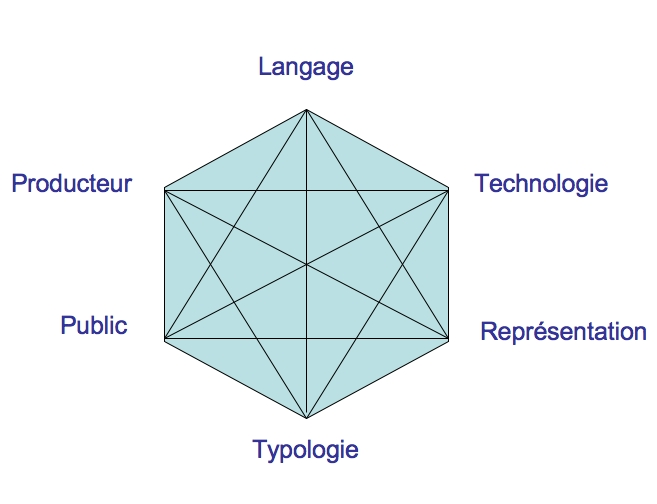
6 thématiques de l'éducation aux médias (d'après le rapport du BFI établi par Cary Bazalgette et ses collègues)

Progressivement, les acteurs de l'éducation aux médias ont établi leurs référents et produit leurs outils. Parmi ceux-ci, il y a lieu de noter la place spécifique des six thématiques ou facettes de l'éducation aux médias, véritable grille de systématisation dans l'approche d'une question médiatique. Celle-ci trouve son inspiration dans la grille d'analyse établie par Cary Bazalgette et ses collègues dans un rapport du British Film Institute (BFI). Les six sommets de l'hexagone qui la campe constituent six angles d'approche de toute situation d'observation et d'analyse concernant un média: 
1. Le langage est une structuration spécifique de la communication, quand elle se fait médiatique. La presse écrite, la radio, la télévision, internet ne parlent pas de la même façon et n'usent pas des mêmes termes langagiers, ce qui peut s'observer méthodiquement.
2. La technologie est un paramètre qui influence fortement la communication s'établissant entre les intervenants. Deux illustrations empiriques : le poids des mots n'est pas le choc des photos. La couleur l'emporte de loin, en termes de modernité, sur le noir et blanc... faisant croire systématiquement à certains à sa supériorité sémantique. Une approche systématique de ces aspects aide à se faire une idée plus juste de la chose.
3. Les représentations sont le cœur du message véhiculé, le fond se détachant de la forme qui, pourtant, le structure et le porte. Rappelant l'expression de Mac Luhan, l'éducation aux médias pose la question de cette simultanéité confondue entre le média et le message. Le spécialiste attirait en effet l'attention sur le fait que, très souvent, le média est le message. Alors qu'une dissociation réfléchie pourrait mettre en lumière l'un et l'autre dans leur assemblage. Mais cela demande du temps, et pour l'accompagnateur-enseignant, peut être une formation qu'il n'a pas toujours acquise dans sa formation initiale.
4. Le public est le destinataire de la communication. Quand celle-ci se fait médiatique, elle se choisit particulièrement finement la technologie pour faire mouche et les formes de langage que cette dernière permet pour créer les affects.  Lire un document de façon critique, c'est aussi se demander pour qui il a été écrit. C'est un questionnement de niveau deux qui n'est pas inné, mais qui s'apprend.
5. Le producteur est l'émetteur du message. Sans lui, pas de communication. Mais l'identification de celui qui s'exprime requiert aussi parfois de se demander qui le fait parler, qui le met en projet, qui le paie -parfois même- pour s'exécuter. La question « À qui profite le crime ? » connaît ici sa déclinaison propre : « À qui le message émis apporte-t-il son bénéfice ? ». En d'autres mots :« Pour qui parle le locuteur, quand il s'adresse à son public-cible ? » Et il n'y a pas que la publicité qui offre cette occasion d'analyse, même si elle est un genre particulièrement prisé pour ce faire.
6. La typologie :  parmi toutes les expressions médiatiques, la situation analysée est un cas de figure. Elle a été choisie par quelqu'un qui avait un message à faire entendre... Il aurait pu le décliner par d'autres voies ou utiliser des variantes dans le genre médiatique pour lequel il a opté. Ainsi, comment décrire le choix qui a été fait de s'exprimer, par exemple dans la presse écrite plutôt que sur l'Internet, en radio ou en télévision. Comment apprécier qu'en presse écrite, le choix se soit porté sur de la presse féminine, par exemple, plutôt que de la presse gratuite, toute-boîte, grand public... ce qui est un genre différent. C'est une question qui montre qu'une pluralité de communication est possible et que celle qui a été retenue (à tort ou à raison) a son explication, sa motivation.

Les six thématiques constituant des angles d'approche et d'analyse d'une situation médiatique, elles ne sont toutefois pas des passages obligés pour toute activité d'éducation aux médias. En effet, les enseignants construisent la plupart du temps leur scénario d'éducation aux médias, au détour d'activités pédagogiques recourant à l'éducation par les médias quand, se servant de supports médiatiques, ils illustrent de la sorte les contenus que leurs programmes disciplinaires les invitent à évoquer. C'est donc dans le cumul de ces deux préoccupations que l'éducation aux médias trouve à s'exploiter.

## Méthodologie
À la suite d'une série d'expériences réalisées, une méthodologie de l'éducation aux médias  est mise en place dont le but premier est d’apprendre à des élèves "comment penser un média". Pour ce faire, les élèves se mettent par groupes et créent un jeu. Les différents groupes jouent aux jeux des autres et repèrent les erreurs, qu’elles soient de gameplay, de narration, ou de difficulté. Les élèves se réunissent alors entre eux pour discuter de ce qu’ils ont appris du développement de leur jeu et des jeux des autres. Lors de l’expérience, les participants ont remarqué un développement de leurs connaissances des jeux vidéo et de comment les modifier. Leurs compétences d’expressions orales et d’écoutes en groupe se sont également améliorées. En définitive, les élèves ont développé de nombreuses compétences et leur capacité d’analyse.
Pour Partington, être game litterate consiste à savoir comment sont produits les jeux et comment on les pratique, à comprendre comment ce média se développe en rapport aux autres et à savoir ce qu’est un jeu. Il montre que la narration d'une même histoire peut varier d'un média à l'autre. La pratique et la compréhension des mécaniques au sein d’un jeu ne sont donc pas suffisantes pour apprendre ce média. A l’instar de la connaissance d’une langue, connaitre sa grammaire n’est pas suffisant pour être littéré. Néanmoins, les jeux vidéo étant des médias complexes demandant des connaissances poussées dans de nombreux domaines, il n’est pas possible d’en connaitre tous les codes qui permettent aux jeux d’exister. Mais, la création réflexive de jeu à l’aide de « créateur de jeu » tel que mission maker, permet d’approcher d’une connaissance de la création du jeu.
Deux voies d'excellence autorisent de nombreuses pistes :
- L'apprentissage d'une lecture critique de supports médiatiques existants. C'est dans cette optique qu'une opération comme Ouvrir mon quotidien, par exemple, permet une approche de la presse écrite dans les classes de l'enseignement obligatoire, primaire et secondaire.

- La construction de supports médiatiques. C'est quand on passe derrière le micro ou la caméra que l'on expérimente les choix qui s'imposent aux journalistes, aux cadreurs ou aux réalisateurs. Fort de cette expérience concrète, on ne regarde plus la télévision, on n'écoute plus la radio ou on[style à revoir] ne lit plus le journal comme avant.

François Heinderyckx propose des solutions pour lutter contre le phénomène de "malinformation". Pour lui, il faut éduquer les enfants à la critique de l'appareil médiatique, "encourager l'information par une promotion du plaisir de savoir, mais surtout de comprendre", redéfinir le rôle, les méthodes et tâches des journalistes semblent des alternatives envisageables.

## Éducation aux jeux
L'éducation aux médias demande également de s'intéresser à l'éducation aux jeux. Les jeux vidéo sont un important support pour l'éducation aux médias en tant qu’outil de vulgarisation de la connaissance efficace et populaire. Dans ce rôle de support pédagogique, il présente aussi plusieurs difficultés dont l’outillage informatique, nécessaire à sa mise en place et sa dépendance au gameplay, et au design des jeux utilisés.

### Ludolittératie
Selon Daniel Aranda, la ludolittératie est l'éducation aux médias par et avec les jeux vidéo. Elle nécessite de comprendre les jeux vidéo comme des objets d'études. La ludolittératie, vise une réflexion rigoureuse et une analyse critique de la question des contextes technologiques, culturels, sociologiques et économiques des jeux vidéo comme médias.
Cette discipline peut être définie comme la capacité à jouer aux jeux, à comprendre le sens des jeux et à créer des jeux. Lorsque l'on joue, on met en pratique d’autres littératies comme la capacité à s’intégrer dans l’espace social et communicationnel créé par le jeu. Pour ce qui est de « comprendre le sens » des jeux, en se basant sur les sciences humaines, Zagal explique que la capacité à « comprendre » un jeu est la capacité d’une personne à expliquer, discuter, décrire, élaborer, situer, interpréter, et/ou positionner le jeu dans:
1. Le contexte culturel (en tant qu’objet culturel) : être capable d’aller puiser dans le contexte culturel dans lequel le jeu existe pour le comprendre.
2. Le contexte des autres jeux (pouvoir comparer à d’autres genres, …): certains jeux étant des suites ou s'inspirant d’autres jeux (spinoffs), la connaissance préalable de ce qui a été produit auparavant est alors nécessaire pour une meilleure compréhension du jeu.
3. Le contexte de leurs environnements technologiques: les jeux sont influencés par les limites technologiques des plateformes sur lesquelles ils se trouvent.
4. La déconstruction des composantes du jeu: acquérir les codes des jeux pour en comprendre ses différents composants, comment ils interagissent, etc.[7]

L'éducation aux jeux vidéo est nécessaire à l'éducation par ces derniers. Bien que certains auteurs, comme Eskelinen, ne considèrent que l'un de ces deux aspects, il est nécessaire de voir le jeu vidéo comme un ensemble de règles mais également comme un média composé d'une trame, d'un côté narratif. Pour analyser un jeu vidéo, il est donc nécessaire de prendre en compte ces deux aspects du média, mais il est également important de prendre en compte la dimension sociale de celui-ci, la façon dont il est créé, distribué, etc. . Les évolutions techniques et technologiques, par exemple, ont fortement influencé la création et distribution du jeu vidéo.
Pour Buckingham (en) et Burn (en), les jeux constituent un rôle important du capital culturel des enfants et une forme d'expression qu'ils peuvent développer en classe. À partir d’un jeu conçu par des jeunes élèves d’un collège de Cambridge (Jimmy DeMora And The Dying World), Buckingham et Burn tentent d’établir la structure d’un jeu vidéo prototypique. Il faut tout d’abord considérer le récit central, c’est-à-dire l’histoire selon laquelle les niveaux s’organisent. Ensuite, ils mettent en avant différents éléments qui structurent le jeu tel que les niveaux, les obstacles, les récompenses, et des états gagnant-perdant clairement définis. Au niveau des personnages, il y a 3 types de personnages proppiens (protagoniste, antagoniste et princesse). Le jeu propose également des personnages secondaires. Dans la conception du jeu proprement dit, Buckingham et Burn parlent de conception à la fois figurative et ludique. Une conception figurative d’abord, car ces niveaux s’inscrivent parmi les événements narratifs, dans le cadre de conflits non résolus et une trajectoire épisodique. Ensuite, un impératif ludique, que constitue le défi pour le niveau en question. En ce qui concerne la conception des règles, elles se conçoivent en trois étapes. 
1. Un évènement : un moment à partir duquel la règle entre en vigueur,
2. Un élément déclencheur : par exemple une zone de déclenchement activée par le joueur,
3. Une action provoquée par cet élément déclencheur :  l'apparition d’un ennemi, par exemple.

Ces règles constituent l'essentiel du jeu vidéo et il est nécessaire de bien les comprendre et les assimiler avant de pouvoir utiliser un jeu vidéo ou éduquer au travers de ceux-ci.

### Apprentissage aux jeux vidéo
Un système a été mis en place par Zagal pour aider les étudiants à avoir des connaissances plus profondes à partir de leurs expériences personnelles avec les jeux. Le Game Ontology Projec (GOP) identifie les éléments importants du jeu et établit les relations entre eux et les organise de manière hiérarchique. C’est un site open-source où tout le monde peut apporter sa pierre à l’édifice. Chaque entrée de la GOP est constituée d’un nom, d’une description et d’exemples. Il y a des exemples « fort s» et évidents et des exemples «faibles», subjectifs  et implicites. Le GOP analyse « l'espace » design des jeux. Contrairement à une classification traditionnelle, il peut y avoir des liens « binaires » entre deux catégories. C’est pourquoi les exemples sont importants car ils permettent de visualiser au mieux le sens de cette catégorie. Cette hiérarchie donne plusieurs portes d’entrée et permet une meilleure compréhension pour les lecteurs. Ces derniers peuvent également rajouter des exemples. Cela contribue à une construction collective du savoir grâce à ces interactions.

## Annexe

#### Livres
- BAZALGETTE, Cary, Évelyne BEVORT et Josiane SAVINO. L’éducation aux médias dans le monde : nouvelles orientations.
- CARRIER, Jean-Pierre. Initiation aux médias : vocabulaire et pratiques de formation.
- CARRIER, Jean-Pierre et Christian GAUTELLIER. Le petit écran des enfants.
- DE LORIMIER, Jacques. Ils jouent au Nintendo : mais apprennent-ils quelque chose ?
- DHAVRÉ, Aline et Josiane SAVINO. Image d’information et citoyenneté à l’école primaire.
- FRÉMONT, Pierre. L’Image d’information à l’école, de l’innovation à sa généralisation.
- FRÉMONT, Pierre et Évelyne BEVORT. Médias, violence et éducation.
- GONNET, Jacques. Éducation aux médias. Les controverses fécondes.
- JEHEL Sophie, Parents ou médias, qui éduque les préadolescents ? Enquête sur leurs pratiques TV, jeux vidéo, radio, internet, Toulouse, éditions Erès, 2011
- JOST, François. La télévision du quotidien : entre réalité et fiction.
- LEMAIRE, Jacques et autres. Médias : information ou manipulation.
- PIETTE Jacques éducation aux médias et fonction critique
- FRAU- MEIGS Divina – Penser la société De l'écran, dispositifs et usages, Paris, Presses de la Sorbonne nouvelle, 2011
- JAQUINOT Geneviève, pour l’ensemble de son œuvre
- SOULÉ, Yves. La télévision à l’école : regards et pratiques.
- TISSERON, Serge. Enfants sous influence.( (Les écrans rendent-ils les jeunes violents ?)
- TOUSSAINT, Bruno. Le Langage des images et des sons.

#### Conférences
- MONDZAIN  Marie-José: Qu'est-ce que voir une image ? La conférence de l'Université de tous les savoirs du mardi 13 juillet 2004

#### Revues
- Jeunes et médias : les cahiers francophones de l'éducation aux médias – Edition Publibook Université – Information & communication (revue dirigée par Le Centre d'études sur les jeunes et les médias

#### Centres de ressources en Belgique
- Pour la Communauté française de Belgique : Le Centre de formation et d'autoformation de Huy-Tihange
- Pour l'enseignement des Villes et Province (CEPEONS) : Le Centre audiovisuel Liège ASBL
- Pour l'enseignement Libre : Média Animation ASBL

#### Centres de ressources en France
- Éducation populaire
- Mediapte
- CLEMI (Centre pour l'éducation aux médias et à l'information)
- Fragil (association d'éducation aux médias et aux pratiques numériques)
- Les pieds dans le PAF

#### Centres de ressources en Suisse
- Site de la Conférence intercantonale de l'instruction publique de la Suisse romande et du Tessin (CIIP) : e-media
- Éducation aux médias et à l’information : educationauxmedias.ch